# Dihydrosafrol
Dihydrosafrol ist eine chemische Verbindung aus der Gruppe der Benzodioxole.

## Gewinnung und Darstellung
Dihydrosafrol kann durch katalytische Hydrierung von Safrol oder Isosafrol gewonnen werden.

## Verwendung
Dihydrosafrol wird seit den 1950er Jahren als Parfumgrundstoff verwendet.

## Sicherheitshinweise
Dihydrosafrol kann Speiseröhrentumore auslösen.

## Regulierung
Über den Safe Drinking Water and Toxic Enforcement Act of 1986 besteht in Kalifornien seit dem 1. Januar 1988 eine Kennzeichnungspflicht für Produkte, die Dihydrosafrol enthalten.